# Mistrzostwa Europy w Pływaniu 1970
12. Mistrzostwa Europy w Pływaniu odbyły się w Barcelonie w dniach 5–13 września 1970 roku, pod patronatem Europejskiej Federacji Pływackiej (LEN – Ligue Européenne de Natation). Oprócz zawodów pływackich na basenie 50-metrowym, zawodnicy rywalizowali także w skokach do wody.

## Mężczyźni

### 100 m stylem dowolnym mężczyzn
| Miejsce | Zawodnik        | Narodowość | Czas |
| ------- | --------------- | ---------- | ---- |
|         | Michel Rousseau | Francja    | 52,9 |
|         | Roland Matthes  | NRD        | 53,5 |
|         | Georgij Kulikow | ZSRR       | 53,7 |

### 200 m stylem dowolnym mężczyzn
| Miejsce | Zawodnik        | Narodowość | Czas   |
| ------- | --------------- | ---------- | ------ |
|         | Hans Fassnacht  | RFN        | 1:55,2 |
|         | Gunnar Larsson  | Szwecja    | 1:55,7 |
|         | Georgij Kulikow | ZSRR       | 1:56,6 |

### 400 m stylem dowolnym mężczyzn
| Miejsce | Zawodnik        | Narodowość | Czas   |
| ------- | --------------- | ---------- | ------ |
|         | Gunnar Larsson  | Szwecja    | 4:02,6 |
|         | Hans Fassnacht  | RFN        | 4:03,0 |
|         | Santiago Esteva | Hiszpania  | 4:08,3 |

### 1500 m stylem dowolnym mężczyzn
| Miejsce | Zawodnik        | Narodowość | Czas    |
| ------- | --------------- | ---------- | ------- |
|         | Hans Fassnacht  | RFN        | 16:19,9 |
|         | Werner Lampe    | RFN        | 16:25,6 |
|         | Santiago Esteva | Hiszpania  | 16:35,7 |

### 100 m stylem grzbietowym mężczyzn
| Miejsce | Zawodnik        | Narodowość | Czas   |
| ------- | --------------- | ---------- | ------ |
|         | Roland Matthes  | NRD        | 58,9   |
|         | Santiago Esteva | Hiszpania  | 59,9   |
|         | Bob Schoutsen   | Holandia   | 1:00,4 |

### 200 m stylem grzbietowym mężczyzn
| Miejsce | Zawodnik        | Narodowość | Czas   |
| ------- | --------------- | ---------- | ------ |
|         | Roland Matthes  | NRD        | 2:08,8 |
|         | Santiago Esteva | Hiszpania  | 2:09,7 |
|         | Volker Werner   | NRD        | 2:11,5 |

### 100 m stylem klasycznym mężczyzn
| Miejsce | Zawodnik            | Narodowość | Czas   |
| ------- | ------------------- | ---------- | ------ |
|         | Nikołaj Pankin      | ZSRR       | 1:06,8 |
|         | Roger-Philippe Menu | Francja    | 1:07,8 |
|         | Rolf Klees          | RFN        | 1:08,1 |

### 200 m stylem klasycznym mężczyzn
| Miejsce | Zawodnik       | Narodowość | Czas   |
| ------- | -------------- | ---------- | ------ |
|         | Klaus Katzur   | NRD        | 2:26,0 |
|         | Nikołaj Pankin | ZSRR       | 2:26,1 |
|         | Walter Kusch   | RFN        | 2:28,2 |

### 100 m stylem motylkowym mężczyzn
| Miejsce | Zawodnik            | Narodowość | Czas |
| ------- | ------------------- | ---------- | ---- |
|         | Hans Lampe          | RFN        | 57,5 |
|         | Udo Poser           | NRD        | 57,9 |
|         | Władimir Niemsziłow | ZSRR       | 58,0 |

### 200 m stylem motylkowym mężczyzn
| Miejsce | Zawodnik         | Narodowość | Czas   |
| ------- | ---------------- | ---------- | ------ |
|         | Udo Poser        | NRD        | 2:08,0 |
|         | Folkert Meeuw    | RFN        | 2:08,2 |
|         | Hartmut Flockner | NRD        | 2:09,6 |

### 200 m stylem zmiennym mężczyzn
| Miejsce | Zawodnik          | Narodowość | Czas   |
| ------- | ----------------- | ---------- | ------ |
|         | Gunnar Larsson    | Szwecja    | 2:09,3 |
|         | Matthias Pechmann | NRD        | 2:13,6 |
|         | Hans Ljungberg    | Szwecja    | 2:14,3 |

### 400 m stylem zmiennym mężczyzn
| Miejsce | Zawodnik          | Narodowość | Czas   |
| ------- | ----------------- | ---------- | ------ |
|         | Gunnar Larsson    | Szwecja    | 4:36,2 |
|         | Hans Fassnacht    | RFN        | 4:36,9 |
|         | Matthias Pechmann | NRD        | 4:40,6 |

### 4×100m stylem dowolnym mężczyzn
| Miejsce | Zawodnicy                                                     | Narodowość | Czas   |
| ------- | ------------------------------------------------------------- | ---------- | ------ |
|         | Władimir Burie Wiktor Mazanow Georgij Kulikow Leonid Iljiczew | ZSRR       | 3:32,3 |
|         | Gerhard Schiller Rainer Jacob Folkert Meeuw Hans Fassnacht    | RFN        | 3:34,1 |
|         | Roland Matthes Lutz Unger Frank Seebald Udo Poser             | NRD        | 3:34,6 |

### 4×200m stylem dowolnym mężczyzn
| Miejsce | Zawodnicy                                                         | Narodowość | Czas   |
| ------- | ----------------------------------------------------------------- | ---------- | ------ |
|         | Werner Lampe Olaf von Schilling Fokert Meeuw Hans Fassnacht       | RFN        | 7:49,5 |
|         | Georgij Kulikow Ahmed Anarbajew Aleksandr Samsonow Władimir Burie | ZSRR       | 7:52,8 |
|         | Lutz Unger Wilfred Hartung Roland Matthes Udo Poser               | NRD        | 7:54,5 |

### 4×100m stylem zmiennym mężczyzn
| Miejsce | Zawodnicy                                                   | Narodowość | Czas   |
| ------- | ----------------------------------------------------------- | ---------- | ------ |
|         | Roland Matthes Klaus Katzur Udo Poser Lutz Unger            | NRD        | 3:54,4 |
|         | Jean Bejreau Roger Menu Alain Mosconi Michel Rousseau       | Francja    | 3:57,6 |
|         | Wiktor Krasko Nikołaj Pankin Wiktor Szarigin Władimir Burie | ZSRR       | 3:58,0 |

### Skoki do wody

#### Skoki z trampoliny 3-metrowej mężczyzn
| Miejsce | Zawodnicy        | Narodowość | Punkty |
| ------- | ---------------- | ---------- | ------ |
|         | Giorgio Cagnotto | Włochy     | 555,21 |
|         | Klaus Dibiasi    | Włochy     | 534,72 |
|         | Władimir Wasin   | ZSRR       | 529,80 |

#### Skoki z wieży 10-metrowej mężczyzn
| Miejsce | Zawodnik         | Narodowość | Punkty |
| ------- | ---------------- | ---------- | ------ |
|         | Lothar Matthes   | NRD        | 454,74 |
|         | Klaus Dibiasi    | Włochy     | 444,18 |
|         | Giorgio Cagnotto | Włochy     | 435,36 |

## Kobiety

### 100 m stylem dowolnym kobiet
| Miejsce | Zawodniczka     | Narodowość      | Czas   |
| ------- | --------------- | --------------- | ------ |
|         | Gabriele Wetzko | NRD             | 59,6   |
|         | Mirjana Šegrt   | Jugosławia      | 1:00,8 |
|         | Alex Jackson    | Wielka Brytania | 1:00,8 |

### 200 m stylem dowolnym kobiet
| Miejsce | Zawodniczka     | Narodowość | Czas   |
| ------- | --------------- | ---------- | ------ |
|         | Gabriele Wetzko | NRD        | 2:08:2 |
|         | Mirjana Šegrt   | Jugosławia | 2:11,9 |
|         | Zvonne Niebert  | NRD        | 2:12,8 |

### 400 m stylem dowolnym kobiet
| Miejsce | Zawodniczka     | Narodowość | Czas   |
| ------- | --------------- | ---------- | ------ |
|         | Elke Sehmisch   | NRD        | 4:32,9 |
|         | Gunilla Jonsson | Szwecja    | 4:36,8 |
|         | Karin Tülling   | NRD        | 4:38,0 |

### 800 m stylem dowolnym kobiet
| Miejsce | Zawodniczka        | Narodowość | Czas   |
| ------- | ------------------ | ---------- | ------ |
|         | Karin Neugebauer   | NRD        | 9:29,1 |
|         | Linda de Boer      | Holandia   | 9:35,7 |
|         | Novella Calligaris | Włochy     | 9:38,8 |

### 100 m stylem grzbietowym kobiet
| Miejsce | Zawodniczka          | Narodowość | Czas   |
| ------- | -------------------- | ---------- | ------ |
|         | Tinatin Lekweiszwili | ZSRR       | 1:07,8 |
|         | Andrea Gyarmati      | Węgry      | 1:07,9 |
|         | Jacobje Buter        | Holandia   | 1:08,5 |

### 200 m stylem grzbietowym kobiet
| Miejsce | Zawodniczka           | Narodowość | Czas   |
| ------- | --------------------- | ---------- | ------ |
|         | Andrea Gyarmati       | Węgry      | 2:25,5 |
|         | Barbara Hofmeister    | NRD        | 2:26,6 |
|         | Tinatin Leikweiszwili | ZSRR       | 2:27,1 |

### 100 m stylem klasycznym kobiet
| Miejsce | Zawodniczka       | Narodowość | Czas   |
| ------- | ----------------- | ---------- | ------ |
|         | Galina Stiepanowa | ZSRR       | 1:15,6 |
|         | Uta Frommater     | NRD        | 1:16,9 |
|         | Ałła Grebennikowa | ZSRR       | 1:16,9 |

### 200 m stylem klasycznym kobiet
| Miejsce | Zawodniczka       | Narodowość      | Czas   |
| ------- | ----------------- | --------------- | ------ |
|         | Galina Stiepanowa | ZSRR            | 2:40,7 |
|         | Ałła Grebennikowa | ZSRR            | 2:43,5 |
|         | Dorothy Harrison  | Wielka Brytania | 2:45,6 |

### 100 m stylem motylkowym kobiet
| Miejsce | Zawodniczka     | Narodowość | Czas   |
| ------- | --------------- | ---------- | ------ |
|         | Andrea Gyarmati | Węgry      | 1:05,0 |
|         | Helga Lindner   | NRD        | 1:05,6 |
|         | Edeltraut Koch  | RFN        | 1:05,8 |

### 200 m stylem motylkowym kobiet
| Miejsce | Zawodniczka   | Narodowość | Czas   |
| ------- | ------------- | ---------- | ------ |
|         | Helga Lindner | NRD        | 2:20,2 |
|         | Mirjana Šegrt | Jugosławia | 2:24,5 |
|         | Evelyn Stolze | NRD        | 2:25,6 |

### 200 m stylem zmiennym kobiet
| Miejsce | Zawodniczka       | Narodowość      | Czas   |
| ------- | ----------------- | --------------- | ------ |
|         | Martina Grunert   | NRD             | 2:26,6 |
|         | Evelyn Stolze     | NRD             | 2:29,3 |
|         | Shelagh Ratcliffe | Wielka Brytania | 2:29,6 |

### 400 m stylem zmiennym kobiet
| Miejsce | Zawodniczka         | Narodowość      | Czas   |
| ------- | ------------------- | --------------- | ------ |
|         | Evelyn Stolze       | NRD             | 5:07,0 |
|         | Brigitte Schuchardt | NRD             | 5:18,3 |
|         | Shelagh Ratcliffe   | Wielka Brytania | 5:19,6 |

### 4×100m stylem dowolnym kobiet
| Miejsce | Zawodniczki                                                       | Narodowość | Czas   |
| ------- | ----------------------------------------------------------------- | ---------- | ------ |
|         | Gabriele Wetzko Iris Komar Elke Sehmisch Sabina Schulze           | NRD        | 4:00,8 |
|         | Andrea Gyarmati Judit Turóczy Edit Kovács Magdolna Patóh          | Węgry      | 4:02,7 |
|         | Elisabeth Berlund Eva Andersson Anita Zarnowiecki Gunilla Jonsson | Szwecja    | 4:07,4 |

### 4×100m stylem zmiennym kobiet
| Miejsce | Zawodniczki                                                                | Narodowość | Czas   |
| ------- | -------------------------------------------------------------------------- | ---------- | ------ |
|         | Barbara Hofmeister Brigitte Schuchrdt Helga Lindner Gabriele Wetzko        | NRD        | 4:30,1 |
|         | Tinatin Lekweiszwili Galina Stiepanowa Walentina Tutajewa Tatiana Sołotnik | ZSRR       | 4:31,3 |
|         | Angelika Kraus Uta Frommater Heike Nagel Heidemarie Reineck                | RFN        | 4:33,4 |

### Skoki do wody

#### Skoki z trampoliny 3-metrowej kobiet
| Miejsce | Zawodniczka     | Narodowość | Punkty |
| ------- | --------------- | ---------- | ------ |
|         | Heidi Becker    | NRD        | 420,63 |
|         | Marina Janicke  | NRD        | 407,22 |
|         | Tamara Safonowa | ZSRR       | 405,60 |

#### Skoki z wieży 10-metrowej kobiet
| Miejsce | Zawodniczka     | Narodowość     | Punkty |
| ------- | --------------- | -------------- | ------ |
|         | Milena Duchková | Czechosłowacja | 336,33 |
|         | Marina Janicke  | NRD            | 329,85 |
|         | Sylvia Fiedler  | NRD            | 322,26 |

## Klasyfikacja medalowa
| Klasyfikacja medalowa |                 |    |   |   |     |
| Lp.                   | Państwo         | Z  | S | B | R-m |
| 1                     | NRD             | 16 | 8 | 9 | 33  |
| 2                     | ZSRR            | 5  | 4 | 8 | 17  |
| 3                     | RFN             | 4  | 6 | 4 | 14  |
| 4                     | Szwecja         | 3  | 3 | 2 | 8   |
| 5                     | Węgry           | 2  | 2 | 0 | 4   |
| 6                     | Włochy          | 1  | 2 | 2 | 5   |
| 7                     | Francja         | 1  | 2 | 0 | 3   |
| 8                     | Czechosłowacja  | 1  | 0 | 0 | 1   |
| 9                     | Jugosławia      | 0  | 3 | 0 | 3   |
| 10                    | Hiszpania       | 0  | 2 | 2 | 4   |
| 11                    | Holandia        | 0  | 1 | 2 | 3   |
| 12                    | Wielka Brytania | 0  | 0 | 4 | 4   |